# Урбано Раттацці
Урбано Пій Франческо Раттацці (італ. Urbano Pio Francesco Rattazzi; 20 червня 1808 — 5 травня 1873) — італійський державний і політичний діяч, двічі обіймав посаду прем'єр-міністра Італії.

## Життєпис
Народився у Північній Італії, в місті Алессандрія. Юридичну освіту здобув у Турині, після чого мав блискучу адвокатську практику.
1848 року був обраний до лав місцевого туринського парламенту. На місцевому ж рівні обіймав посади міністра освіти, потім — міністра внутрішніх справ, та, зрештою, очолив туринський уряд. Після поразки військ Карла Альберта в битві під Новарою вийшов у відставку й утворив власну лівоцентристську партію.
1854 року Урбано отримав портфель міністра юстиції в кабінеті Кавура, а від 1855 до 1858 року був міністром внутрішніх справ. У той період він провів в Італії низку важливих реформ, зокрема ліквідацію деяких чернечих орденів і громад, переформування кримінального кодексу, скасування смертної кари за політичні злочини тощо. Був змушений піти у відставку через незгоду з зовнішньою політикою Кавура.
У березні 1862 року Раттаці сформував свій перший кабінет, але зайва симпатія до Франції та простистояння походу Гарібальді на Рим спричинили його падіння в серпні того ж року. Від квітня до жовтня 1867 року Урбано Раттацці знову очолював уряд, який мав недвозначну позицію щодо Гарібальді, який знову вдався до походу на столицю. Окрім того кабінет Раттацці займав підлабузницьку позицію у відношенні до Наполеона III, особливо зважаючи на той факт, що голова італійського уряду 1864 року одружився з родичкою Наполеона III Марією Летицією Бонапарт Вейз, яка будучи в опалі в Парижі вимушено проживала в Савойї.
Репутація Урбано Раттацці як державного чиновника була підірвана слабкістю його характеру й відсутністю твердих поглядів.